# Ralph Miller
Ralph H. Miller (Chanute, 9 marzo 1919 – Bend, 15 maggio 2001) è stato un allenatore di pallacanestro statunitense, membro del Naismith Memorial Basketball Hall of Fame dal 1988.

## Palmarès
- Henry Iba Award (1981)